# Bala Haşimxanlı
Bala Haşimxanlı è un comune dell'Azerbaigian situato nel distretto di Sabirabad. Conta una popolazione di 1 656 abitanti.